# Шувары
Шувары — село, центр сельской администрации в Старошайговском районе. Население 417 чел. (2001), в основном русские.
Расположено на речке Шуварге, в 18 км от районного центра и 25 км от железнодорожной станции Кадошкино. Название-гидроним. Основано не позднее 1613 г. как деревня, о чём сообщается в «Книге письма и дозору Ивана Усова ды Ильи Дубровского 1614 году». С 1828 г. Шувары — село. В «Списке населённых мест Пензенской губернии» (1869) Шувары (Воскресенское) — село казённое из 508 дворов (3 816 чел.) Инсарского уезда; имелись церковь, училище, волостное правление; действовали ярмарка, базар. В 1913 г. в Шуварах было 648 дворов (3 816 чел.); 35 ветряных мельниц, 3 шерсточесалки, 4 просодранки, 4 маслобойки, 2 трактира, 4 лавки. В 1931 г. в селе насчитывалось 760 дворов (4 010 чел.). Был образован колхоз «Память Ильича», с 1996 г. — СХПК «Шуварский». В современном селе — школа, библиотека, Дом культуры, медпункт, магазин. В Шуварскую сельскую администрацию входит поселок Совхоз «Восход» (354 чел.).

## Источник
- Энциклопедия Мордовия, И. И. Шеянова.